# Дегосова болест
Дегосова болест, позната и као Колмејер—Дегосова болест или малигна атрофична папулоза, је изузетно ретко стање узроковано блокадом артерија и вена. Појединци са овим стањем ће развити папуле. Људи са дијагнозом ове болести такође могу развити компликације због оштећења унутрашњих органа.
Тачан основни механизам је још увек непознат, а ефикасан третман се још увек развија те је болест још увек неизлечива. Постоји мање од 50 живих пацијената који су тренутно познати широм света, а мање од 200 пријављених у медицинској литератури. Међутим, многи појединци могу остати недијагностиковани због реткости болести. Већина појединаца развија симптоме између 20-50 година; међутим, пријављени су и случајеви ван овог старосног опсега.

## Симптоми и знаци
Карактеристичан симптом Дегосове болести је развој папула. У почетку, појединци могу имати лезије на кожи или осип, али ће наставити да развијају различите квржице или папуле. Папуле су кружног облика, имају порцеланско-бели центар и црвену ивицу. Како папуле старе, бели центри ће се увући у кожу и само ивица ће остати подигнута. Обично папуле имају ширину од 0,5 до 1 цм. Папуле се појављују на трупу и горњим екстремитетима и не налазе се на длановима, табанима, кожи главе или лицу.
Симптоми варирају у зависности од тога да ли појединац има бенигну или малигну варијанту болести. И бенигни и малигни облици имају развој карактеристичних папула. Појединци са бенигним обликом ће имати типичне папуле које трају од неколико година до целог живота. У бенигном облику, унутрашњи органи нису погођени. Ако појединац развије малигни облик, то значи да су присутне не само папуле, већ су захваћени и унутрашњи органи. Већина малигних случајева укључује проблеме са гастроинтестиналним трактом који доводе до лезија танког црева, болова у стомаку, дијареје и перфорације црева. Ако је захваћен централни нервни систем, симптоми могу укључивати главобоље, вртоглавицу, нападе, парализу кранијалних нерава, слабост, мождани удар, оштећење малих делова мозга услед блокаде артерија (церебрални инфаркт и церебрално крварење). Додатни органи који су обично погођени су срце, плућа и бубрези. Симптоми који се могу развити услед оштећења ових органа укључују двоструки вид (диплопија), замућење очних сочива, отицање оптичког диска (дема папиле), делимични губитак вида, кратак дах, бол у грудима, епилепсију и задебљање перикарда.
Неко са бенигним обликом може изненада развити симптоме малигног облика. Симптоми могу трајати од неколико недеља до неколико година. Почетак симптома обично почиње да се манифестује између 20 и 50 година. Такође је описано неколико случајева овог стања код новорођенчади.

## Узроци
Папуле карактеристичне за ову болест настају услед инфаркта, односно зачепљења малих и средњих артерија и вена. Основни узрок ове болести је непознат. Иако нису потврђени, неки случајеви су показали знаке наслеђа између сродника у првом степену. Претпоставља се да болест има породични образац наслеђивања и сматра се да је то аутозомно доминантни поремећај. У већини случајева породичног наслеђа присутна је бенигна варијанта болести.
Због недостатка знања о патомеханизму за ово стање нису познате стратегије превенције. Међутим, како би се спречило погоршање симптома, лекар треба да спроводи доследне процене.

## Механизам
Иако је ова болест позната већ око 70 година, патомеханизам који лежи у њеној основи је још увек непознат. Развијено је неколико хипотеза у вези са основним механизмом за Дегосову болест. Једна теорија сугерише да запаљење крвних судова може изазвати стање. Друга теорија има везе са Дегосовом болешћу као коагулопатијом. Развој тромба и резултирајуће смањење протока крви је уобичајено у овом стању. Смањење протока крви у целом телу може довести до оштећења ендотелних ћелија и можда довести до стварања карактеристичних папула. Друга хипотеза сугерише да абнормално отицање и пролиферација васкуларног ендотела могу довести до тромбозе црева и централног нервног система и на крају довести до развоја симптома повезаних са Дегосовом болешћу. Све у свему, особе са Дегосовом болешћу имају абнормалне блокаде у својим артеријама и венама; међутим, узрок ових блокада је непознат.

## Дијагноза
Клиничка процена и идентификација карактеристика папула могу омогућити дерматологу да дијагностикује Дегосову болест. Папуле имају бели центар и оивичене су црвеним прстеном. Након што лезије почну да се појављују, дијагноза Дегосове болести може бити поткрепљена хистолошким налазима. Већина случајева ће показати клинасту некрозу везивног ткива у дубоком коријуму. Овај облик је због блокаде/оклузије малих артерија.
Појединци се могу дијагностиковати са бенигним обликом ако су присутне само папуле. Међутим, појединцу се може дијагностиковати малигни облик ако дође до захватања других органа као што су плућа, црева и/или централни нервни систем. Малигни или систематски облик овог стања може се изненада развити чак и након неколико година присутних папула. Да би се брзо дијагностиковао овај прелазак на малигну варијанту болести, важно је да појединци имају доследне процене праћења. У овим проценама, у зависности од тога за које се органе сумња да су захваћени, могу се спровести следеће процедуре и тестови: преглед коже, магнетна резонантна томографија мозга, колоноскопија, рендгенски снимак грудног коша и/или ултразвук абдомена.

## Третман
Због недостатка знања о основном механизму малигне атрофичне папулозе, није развијен ефикасан метод лечења. Лечење овог стања је симптоматско. Међутим, неколико метода лечења је тестирано и још увек се развијају како би се пронашло више информација о стању. Фибринолитички и имуносупресивни терапијски режими су тестирани и установљено је да су углавном неуспешни као методе лечења.
Након лечења стања коморбидних са Дегосовом болешћу, лекари су недавно открили побољшање симптома применом екулизумаба и трепростинила. Дерматопатолог Синтија Магро открила је да је одговор на екулизумаб често тренутан и драматичан, али је био ограниченог трајања и скуп је, па га је требало давати сваких 14 дана. Пријављено је да употреба трепростинила доводи до уклањања налаза гастроинтестиналног и централног нервног система, као и уклањања кожних лезија, али извештаји су ограничени. Трепростинил може бити ефикаснији од других вазодилататора јер такође може повећати популацију циркулишућих ендотелних ћелија, омогућавајући ангиогенезу.

## Историја
Године 1941. ову болест је први описао Колмејер. Међутим, Роберт Дегос је болест препознао као нови клинички ентитет тек 1942. године. У почетку је стање названо Дегосова болест или Колмејер—Дегосова болест. Међутим, сам Дегос је накнадно предложио назив papulose atrophiante maligne, што је преведено као малигна атрофична папулоза.